# Pontus Lundkvist
Pontus Lundkvist, född 1971, är en svensk serieskapare, musiker, författare och filmskapare. Han var utgivare av fanzinet Mina Ögon!! Mina Ögon!!!. 2006 släpptes ett samlingsverk med samtliga nummer av fanzinet på förlaget Lystring.
Pontus Lundkvist startade 2007 boktidskriften Det grymma svärdet som han också var redaktör för fram till 2012. 2008 släppte han debutromanen Okända djur, som består av en samling blogginlägg, artiklar, dikter och insändare. 2011 gavs Full sysselsättning ut av Galago förlag. Den innehåller främst serier, men även enstaka kollage och kortare texter. Den följdes 2014 av Du som välte pinnen.
2019 kom boken Amerikas ondaste far, med en blandning av absurdistiska serier och skämtteckningar.
Lundkvist är även medarbetare på Aftonbladet Kultur.